# Schmetterlings-Tramete
Die Schmetterlings-Tramete (Trametes versicolor, Syn.: Coriolus versicolor), auch bekannt als Bunte Tramete oder Schmetterlingsporling, ist eine häufige holzbewohnende Pilzart aus der Familie der Stielporlingsverwandten.

## Merkmale
Die Schmetterlings-Tramete bildet flache konsolen- bis rosettenförmige Hüte aus, welche 2 bis 6 cm, in Ausnahmefällen auch bis 8 cm breit werden können. Die Fruchtkörper stehen meist in großen Gruppen am Substrat, sie können stielartig angewachsen sein oder etwas am Substrat herablaufen, die Anwachsstelle ist bis 3 mm dick. Die feinsamtige Oberseite der relativ dünnen Hüte ist immer bunt gezont, das Farbspektrum reicht von hell- bis dunkelbraun, auch olivfarbige, bläuliche und rötliche Töne können vorhanden sein. Die Zuwachszone ist weiß abgesetzt, der Hutrand flatterig-wellig, etwas gekerbt und scharf begrenzt. Auf der Hutoberfläche finden sich seidig-glänzende blaue bis schwarze Zonen. Die weiße Unterseite der Hüte ist mit feinen (3–5 pro mm), rundlich-eckigen Poren besetzt.

## Artabgrenzung
Von der ähnlichen Zonen-Tramete (Trametes ochracea) unterscheidet sich die Schmetterlings-Tramete durch die seidig-glänzenden Zonen der Hutoberfläche, die der Zonen-Tramete fehlen, sowie die dünnen Anwachsstellen, die bei der Zonen-Tramete bis zu 10 mm dick sein können. Da es sich bei der Schmetterlings-Tramete um eine sehr variable Art handelt, ist die Abgrenzung von der Zonen-Tramete und teilweise auch der Striegeligen Tramete nicht immer einfach.

## Ökologie

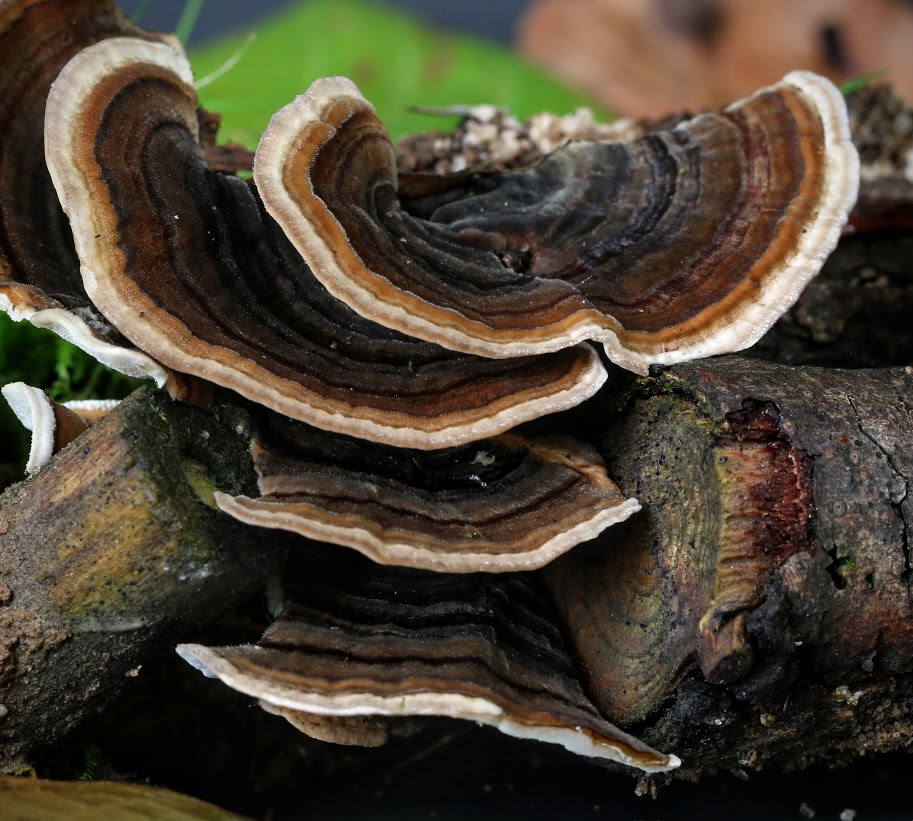
Schmetterlings-Tramete auf Totholz. Wuchsform und Farben erinnern an einen Schmetterling.

Die Schmetterlings-Tramete ist ein häufiger saprobiontischer Holzbewohner oder Schwächeparasit, ihr Hauptsubstrat ist in Mitteleuropa die Rotbuche, seltener wächst sie an Eiche, Birke, Gemeiner Hasel und  Weide. Daneben kann die Schmetterlings-Tramete an vielen weiteren Laubhölzern, nicht selten auch an Nadelholz vorkommen. Sie wächst auf Stümpfen, Stapelholz, liegenden Stämmen, Ästen und Zweigen. Der Pilz ist in Mitteleuropa in allen Waldtypen anzutreffen, darüber hinaus auch außerhalb von Wäldern, wenn geeignetes Substrat vorhanden ist. Die Fruchtkörper sind einjährig, die Art kann ganzjährig gefunden werden; in Mitteleuropa erscheinen frische Fruchtkörper vor allem ab Ende Mai bis August.

## Verbreitung
Die Schmetterlings-Tramete ist wahrscheinlich weltweit verbreitet. In Mitteleuropa gehört sie zu den häufigsten Porlingen und kann überall gefunden werden.

## Bedeutung

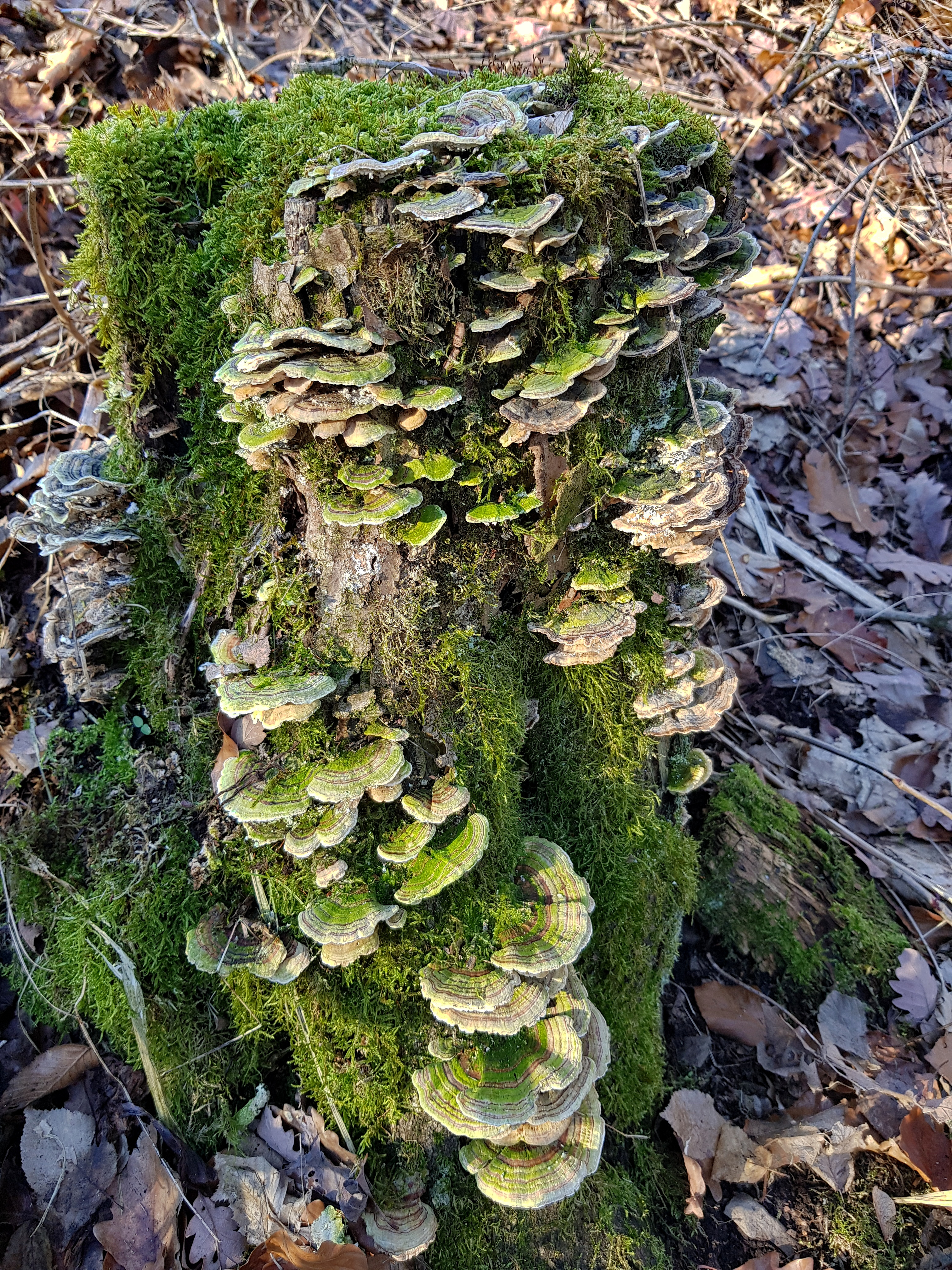
Grünlich zonierte Schmetterlings-Trameten auf einem abgestorbenen Baumstumpf.

Aufgrund seines ästhetischen Aussehens wird der Pilz im künstlerischen Bereich gern genutzt. Namentlich die Floristik nutzt die bunten Trameten für Dekorationszwecke. Früher wurden sie auch als Schmuckbestandteile, etwa an Broschen, Schnallen oder Hüten, verwendet.
Ernsthaften Schaden kann der Pilz anrichten, wenn er gelagertes oder verbautes Holz befällt, wie Stützbalken in Bergwerken oder Eisenbahnschwellen.
Die Schmetterlings-Tramete ist kein Speisepilz und gilt in Mitteleuropa als ungenießbar; allerdings werden Extrakte andernorts (z. B. in den USA) als Nahrungszusatz verwendet, was Durchfall, Stuhlverfärbung und Verfärbungen der Fingernägel zur Folge haben kann.
Der Pilz wird in der traditionellen chinesischen und japanischen Medizin verwendet; man sagt ihm unter anderem eine immunmodulatorische Funktion nach, wobei angenommen wird, dass bestimmte im Pilz enthaltene Polysaccharide (Polysaccharid K, Krestin) die wirksamen Bestandteile sind. Tatsächlich konnte in mehreren wissenschaftlichen Studien eine gewisse adjuvante Wirkung bei einigen Karzinomen zumindest in vitro und teils auch in vivo nachgewiesen werden. Die amerikanische Arzneimittelaufsichtsbehörde FDA hat 2020 zwei Firmen wegen fehlender Zulassung untersagt, Trametenprodukte als Krebsmittel oder als Immunstimulantien zu bewerben.

## Sonstiges
Der englische Name des Pilzes lautet turkey tail „Truthahnschwanz“, was sich auf die konzentrischen Ringe in verschiedenen Brauntönen bezieht, die mit den Schwanzfedern eines Truthahns vergleichbar sind.